# Chronologie

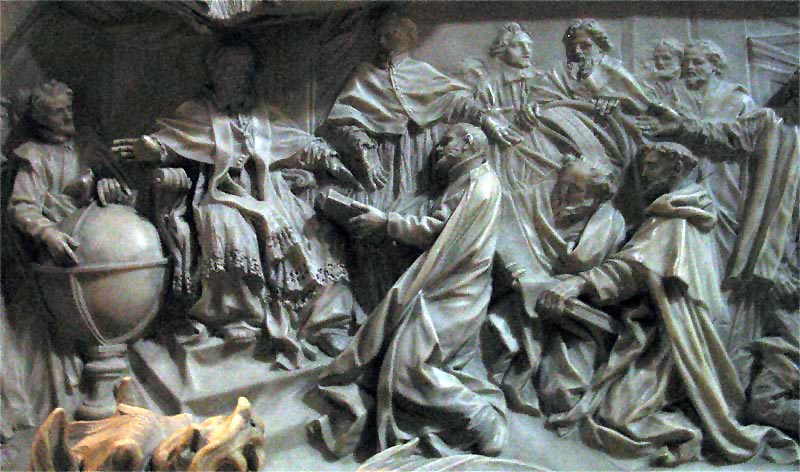
Detail van de sarcofaag van paus Gregorius XIII, met de viering van de invoering van de gregoriaanse kalender

Chronologie of tijdrekenkunde is de hulpwetenschap voor het lokaliseren van gebeurtenissen in de tijd en maakt deel uit van het vakgebied van de geschiedenis. Dit in tegenstelling tot de techniek van de tijdmeting, die deel van de natuurkunde uitmaakt. Het woord chronologie komt van de Griekse woorden χρονος, tijd, en λογος, wetenschap of leer.

## Geschiedenis
De kalender, een voorbeeld van cyclische tijdordening, en jaartelling, een lineair systeem van genummerde kalenderjaren, zijn twee complementaire fundamentele begrippen van de chronologie. Zo was de bij de rond het jaar 525 door Dionysius Exiguus geïntroduceerde en rond het jaar 725 door Beda Venerabilis (672-735) in gebruik genomen christelijke jaartelling behorende kalender gedurende acht eeuwen de juliaanse kalender, na het jaar 1582 vervangen door de gregoriaanse kalender. De joodse kalender bestaat nog steeds, de Franse republikeinse kalender niet meer.
In oudere beschavingen werd ook meestal een vorm van jaartelling gebruikt, die tegenwoordig kan worden gebruikt voor de datering van gebeurtenissen in die samenlevingen. De gebeurtenissen in de verschillende beschavingen kunnen met elkaar worden vergeleken door ze op een tijdbalk uit te zetten. Zo zijn van de nodige dynastieën koningslijsten bekend waarmee een relatieve chronologie kan worden vastgesteld. Deze overlappen elkaar niet altijd, zodat er vaak afwijkende interpretaties mogelijk zijn.
Om tot een absolute chronologie te komen, moet de relatieve chronologie worden geijkt met meestal een astronomisch fenomeen zoals een zonsverduistering of astronomische observaties van de beschaving zelf, zoals het Venustablet van Ammisaduqa. Door ontbrekende of onduidelijke kennis zijn er regelmatig afwijkende interpretaties, wat kan leiden tot verschillende chronologieën voor een regio. Een tijdperk bepaalt een preiode, de chronolgie is de manier waarop de geschiedenis van dat tijdperk is geschreven. Zo kent de chronologie van het Nabije Oosten een lange, midden-, korte en ultrakorte chronologie. Vergelijkingen met andere chronologieën kunnen bijdragen aan een beter begrip. Zo worden de Egyptische chronologie en de chronologie van India wel vergeleken met die van het Nabije Oosten en diende die van Egypte weer als basis van de Minoïsche chronologie. Een onderwerp van de christelijke chronologie zijn de Paas- en Pinksterdatum.
Een andere belangrijke chronologie is de chronologie van de Chinese oudheid.

## Definitie
Dankzij de chronologie kunnen oude gebeurtenissen worden herleid tot een moderne vorm van tijdrekening. Zo kan de Anno Urbis Conditae-jaartelling, die omstreeks 400 na Christus door Orosius voor het eerst systematisch werd gebruikt, gemakkelijk omgerekend worden naar de christelijke jaartelling aan de hand van de formule AD 1 = AUC 754. De kalender die tegenwoordig in bijna alle landen van de wereld wordt gebruikt is de gregoriaanse kalender, die in 1582 door paus Gregorius XIII is ingevoerd.
Leo Depuydt stelde over de studie van chronologie:
 In the house of history studying chronology is like puttering about the basement working on the plumbing or furnace instead of joining the conversation in the dining room. But it is occasionally useful to check the basic apparatus.
In de ordening van gebeurtenissen in de tijd, het chronologisch verband, worden deze in een tijdlijn gepresenteerd van verleden naar heden. Dit verband zorgt er voor dat oorzaak en gevolg helder zijn.
Bij archeologisch en historisch onderzoek wordt onderscheid gemaakt tussen een relatieve en een absolute chronologie:
- relatieve chronologie maakt gebruik van historische bronnen, waarvoor onder meer koningslijsten worden gebruikt, of door de onderlinge positie van archeologische strata te vergelijken
- absolute chronologie ijkt de relatieve chronologie aan specifieke jaartallen door gebruik van methodes als thermoluminescentiedatering, dendrochronologie of jaarringonderzoek, of radiometrische dateringen zoals koolstofdatering

## Geochronologie
Het vaststellen van de geologische geschiedenis van de Aarde wordt geochronologie genoemd. Hierbij wordt gebruikgemaakt van de geologische tijdschaal, die veel verder terug reikt dan de tijdsindelingen uit de geschiedenis en archeologie. Belangrijke gebeurtenissen uit het geologische verleden zijn bekend dankzij de stratigrafie, het onderzoek van aardlagen en de paleontologie, het onderzoek naar fossielen. Belangrijke gebeurtenissen of omschakelingen, zoals het massaal uitsterven van soorten of grote meteorietinslagen, worden vaak gebruikt als grenzen tussen verschillende tijdperken.
Stratigrafie, het onderzoek van aardlagen, is gebaseerd op een drietal wetmatige principes, die bekend zijn als de wetten van Steno, naar de Deense natuurvorser Nicolaus Steno (1638-1686). Volgens de wet van de superpositie worden jongere aardlagen normaal gesproken bovenop oudere gevormd. Bij opgravingen zijn daarom steeds oudere lagen te vinden. Het principe van de oorspronkelijke horizontaliteit stelt dat aardlagen in alle richtingen doorlopen, tenzij ze door erosie zijn verdwenen. Wanneer op een bepaalde plek niet duidelijk is wat zich onder een bepaalde aardlaag bevindt, kan dit op andere plaatsen wel worden vastgesteld. Als gevolg van deze principes is het mogelijk de volgorde van gebeurtenissen uit het geologische verleden te bepalen.
Om naast de volgorde van gebeurtenissen ook te bepalen hoelang geleden ze plaatsvonden, wordt radiometrische datering gebruikt. Als een aardlaag op een bepaalde plek gedateerd is, kan dit ook op andere plekken als referentiepunt worden genomen.